# Baker (Nevada)
Baker – jednostka osadnicza w Stanach Zjednoczonych, w stanie Nevada, w hrabstwie White Pine. Jest miejscowością położoną najbliżej Parku Narodowego Wielkiej Kotliny, w której ma siedzibę dyrekcja parku.